# El Boalo
El Boalo (antiguamente referido como El Boalo-Cerceda-Mataelpino) es un municipio español de la comunidad autónoma de Madrid, a los pies de la vertiente meridional de la sierra de Guadarrama. El término municipal lo integran tres núcleos de población, El Boalo, Cerceda y Mataelpino. Cuenta con una población de 8547 habitantes (INE 2024).

## Toponimia
El origen del nombre de El Boalo se relaciona con el término boalaje, definido por el Diccionario de la lengua española de la Real Academia Española como dehesa boyal. En cuanto a Cerceda, su topónimo probablemente provenga del latín quercetum, que podría traducirse como encinar o lugar poblado de encinas. 
Por último, el nombre de Mataelpino parece ser una derivación de Matadelpino, contracción, a su vez, de Mata de pinos, expresión con la que los primeros habitantes de la localidad se referían al pequeño pinar existente junto a sus viviendas.
En su documentación oficial, página web y mensajes públicos, el ayuntamiento suele utilizar la denominación de El Boalo-Cerceda-Mataelpino para referirse al municipio, en lugar de la oficial El Boalo, dada la existencia de tres entidades de población muy diferenciadas. Este nombre se ha extendido a otras instancias, caso de algunas promociones turísticas realizadas por la Comunidad de Madrid.

## Geografía
El Boalo limita al oeste con Becerril de la Sierra y Moralzarzal, pueblo que también lo bordea por el sur. Al norte y al este se encuentra Manzanares el Real, que, mediante un exclave, vuelve a hacer frontera por el oeste. Por su parte, El Boalo cuenta con dos exclaves propios, emplazados al sur del núcleo principal; el mayor de ellos se sitúa entre los términos de Moralzarzal y Manzanares el Real y el menor en la linde con Colmenar Viejo a través del parque regional de la Cuenca Alta del Manzanares.
El municipio pertenece a la comarca de la Cuenca del Guadarrama, a pesar de que ninguno de sus cursos fluviales vierte en este río. Todos sus riachuelos y arroyos son afluentes o subafluentes del Manzanares, en cuya cuenca hidrográfica se encuentra integrado todo el término. 
Las corrientes más importantes son el río Samburiel (o San Muriel) y los arroyos de El Palancar y Navahuerta, que, al igual que todos los ríos que nacen en la vertiente sur de la sierra de Guadarrama, se caracterizan por un fuerte estiaje. Llegan a secarse durante el verano.
Su clima es mediterráneo continentalizado, con inviernos fríos y veranos calurosos. Las mayores precipitaciones se producen en otoño (octubre y noviembre) y en primavera (marzo, abril y mayo). La media pluviométrica anual se sitúa en torno a los 1000 litros por m².
El municipio está incluido parcialmente dentro del parque regional de la Cuenca Alta del Manzanares, creado en 1985.

## Historia

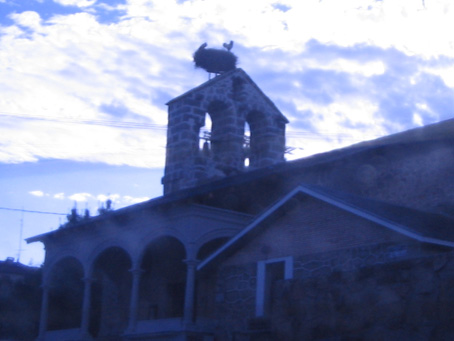
Iglesia de san Sebastián Mártir, situada en la localidad de El Boalo

El origen de las tres entidades de población que hoy integran el municipio de El Boalo se sitúa en tiempos de la Reconquista, en el contexto del proceso de repoblación llevado a cabo por la Comunidad de Villa y Tierra de Segovia, en la vertiente meridional de la sierra de Guadarrama.
Las primeras referencias escritas de Cerceda y Mataelpino aparecen a principios del siglo XIII, mientras que las del núcleo de El Boalo datan del siglo XV. Esta última localidad aparece citada en una de las serranillas del marqués de Santillana (1398-1458): «Descendiendo Yelmo ayuso, contra Bóvalo [Boalo] tirando, en ese valle de suso, vi serrana estar cantando».
En la Alta Edad Media, la zona de influencia del curso alto del río Manzanares, conocida como Real de Manzanares, fue objeto de continuas disputas por parte de las Comunidades de Villa y Tierra de Segovia y Madrid, que intentaban hacerse con el control de sus abundantes bosques y pastos. 
Los litigios fueron resueltos en el siglo XIV por el rey Juan I de Castilla (1358-1390), quien cedió el territorio a su mayordomo, Pedro González de Mendoza. Desde entonces, El Boalo, Cerceda y Mataelpino quedaron vinculados a la Casa de Mendoza y al Ducado del Infantado, junto con otros pueblos guadarrameños.
En el año 1747, Cerceda recibió el título de villa y, en 1751, El Boalo y Mataelpino fueron definidos como barrios de una única villa y concejo. En el Catastro del Marqués de la Ensenada de 1752, las tres localidades fueron censadas: El Boalo (núcleo) tenía entonces diez habitantes, mientras que Cerceda y Mataelpino contaban con veinte cada una. Sus principales fuentes de subsistencia eran la agricultura y la ganadería.
Las tres entidades de población quedaron integradas en la provincia de Madrid en el año 1833, en el marco de la división de España en provincias. 
En el siglo XIX, surgió una nueva actividad económica, la cantería, al tiempo que las tres localidades quedaron constituidas en un único municipio. En la década de 1960, la extracción de piedra experimentó un retroceso, ante la aparición de nuevos materiales de construcción, lo que provocó la emigración de muchos de sus habitantes.
En las décadas posteriores, se produjo un florecimiento de la economía del pueblo, de la mano del sector inmobiliario, lo que supuso la urbanización de numerosos enclaves de su entorno.

## Demografía
Cuenta con una población de 8547 habitantes (INE 2024).
| Gráfica de evolución demográfica de El Boalo entre 1842 y 2021 |
| |
| Población de derecho según los censos de población del INE Población de hecho según los censos de población del INEEn estos censos se denominaba Boalo: 1842, 1857, 1860, 1877, 1887, 1897, 1900, 1910, 1920, 1930, 1940, 1950, 1960 y 1970 Entre el censo de 1857 y el anterior, crece el término del municipio porque incorpora a (Cerceda) y a (Mataelpino) |

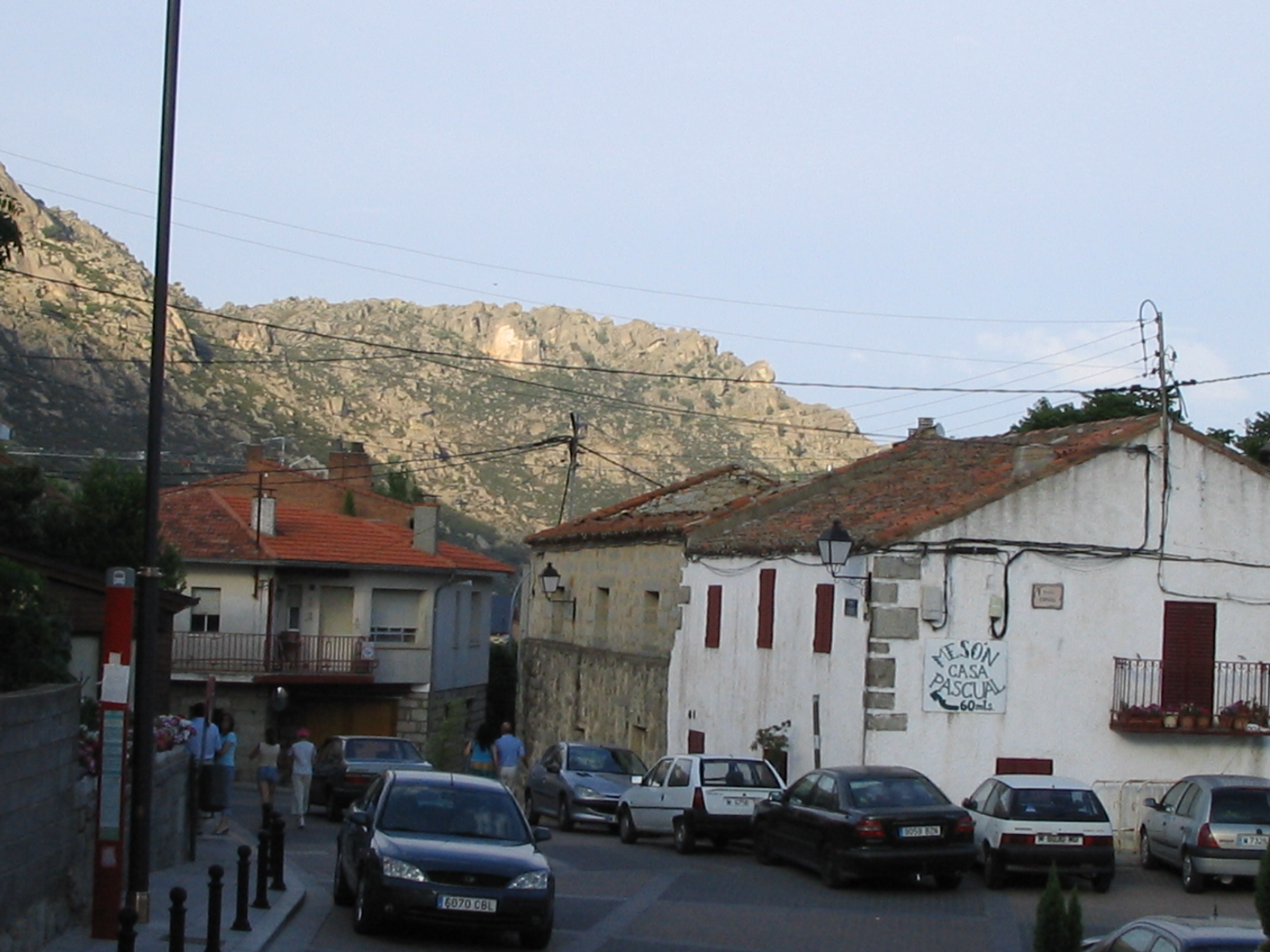
Vista parcial de Mataelpino, una de las tres entidades de población que integra el municipio

Entre 1996 y 2008, se produjo un fuerte crecimiento demográfico, tanto en El Boalo (núcleo) 2.883 habitantes, Mataelpino con 2005 habitantes como en Cerceda con 3.436 habitantes aportando la mayor parte de la población. Se trata de una tendencia común a la mayor parte de los pueblos de la vertiente suroeste de la sierra de Guadarrama, que, al compás del boom inmobiliario de las últimas décadas del siglo XX y primeros años del siglo XXI, han acogido de forma permanente a numerosas familias procedentes del área metropolitana de Madrid.

## Economía
La economía del municipio se sustenta principalmente en la construcción y en el sector servicios, en concreto la hostelería. Aproximadamente el 40 % de la renta del pueblo depende del desarrollo inmobiliario.
El sector agrícola y ganadero (producción de carne de vacuno y leche, explotaciones de ganado ovino y pastos) sigue siendo uno de los más importantes, a pesar de su progresiva disminución en las últimas décadas.

## Comunicaciones
Desde Madrid es posible acceder al municipio por la M-607, que llega hasta Colmenar Viejo mediante autovía y hasta Cerceda a través de una carretera de una única calzada. Desde aquí parten diferentes vías que enlazan con El Boalo (núcleo) y Mataelpino. Otra opción es tomar la M-609, que arranca en la M-607, a la altura de Colmenar Viejo, y pasa por Manzanares el Real y Cerceda.
El Boalo también se encuentra comunicado con Madrid por la autovía del Noroeste (A-6, Madrid-La Coruña). En la salida de Collado Villalba, puede tomarse la M-608, que conduce directamente a Cerceda, a través de Moralzarzal.
El municipio cuenta con diferentes líneas regulares de autobuses, que unen sus tres entidades de población con Madrid (intercambiadores de Moncloa y de Plaza de Castilla) y con algunos pueblos de la comarca.
Las líneas son:
| Línea | Recorrido                                                   | Operador         |
| ----- | ----------------------------------------------------------- | ---------------- |
| 672   | Madrid (Moncloa) - Cerceda (por Matalpino)                  | Francisco Larrea |
| 672A  | Madrid (Moncloa) – Cerceda (directo)                        | Francisco Larrea |
| 720   | Colmenar Viejo FF.CC. - Collado Villalba                    | Interbus         |
| 724   | Madrid (Plaza de Castilla) – Manzanares el Real - El Boalo  | Interbus         |
| 876   | Madrid (Plaza de Castilla) – Moralzarzal - Collado Villalba | Francisco Larrea |
| N603  | Madrid (Moncloa) - Villalba - Moralzarzal                   | Francisco Larrea |

## Símbolos
El escudo heráldico y la bandera que representan al municipio fueron aprobados oficialmente el 30 de junio de 1994. El escudo se blasona de la siguiente manera:

Escudo partido. Primero, de azur cortinado de plata, tres coronas de lo uno en lo otro. Segundo, cuartelado en aspa, primero y cuarto de sinople una banda de gules perfilada de oro, segundo y tercero de oro, con la leyenda "Ave María". Timbrado de corona real española.
Boletín Oficial del Estado nº 178 de 27 de julio de 1994

La descripción textual de la bandera es la siguiente:

Bandera. Rectangular de proporciones 2:3, dividida en tres porciones por dos líneas que parten del centro del borde superior y terminan en los ángulos inferiores. Los colores son: Azules, las porciones laterales, y blanca, la central. Cargado al entro el escudo municipal.
Boletín Oficial del Estado nº 178 de 27 de julio de 1994

## Administración y política
Su alcalde desde mayo de 2023 es Sergio Sánchez Yunquera.
La sede principal del consistorio se encuentra en el núcleo de El Boalo, mientras que las localidades de Cerceda y Mataelpino se administran mediante tenencias de alcaldía.
En las elecciones municipales de 2003, los resultados fueron los siguientes: Partido Popular (PP), cinco concejales; Partido Socialista Obrero Español (PSOE), tres; Gestión e Integración (GI), dos; y Agrupación Independiente de El Boalo, uno. 
En las de 2007, el PP se impuso por mayoría absoluta con siete escaños; el PSOE logró tres, dos los grupos independientes y uno Izquierda Unida (España) (IU-CM).
En las elecciones de mayo de 2011, el PP (6 escaños) perdió la mayoría contra los 7 escaños sumados por un grupo mixto formado por: PSOE (2 escaños), Soy Vecino (2 escaños), IU-LV (2 escaños) y Juntos por el Boalo (1 escaño).
En las elecciones municipales de 2015, PSOE fue el partido más votado con 869 votos, obteniendo 4 concejales, los mismos que PP con 815 votos, BCM en Común (IU+Alternativa Ciudadana+Equo) obtuvo 2 ediles con 579 votos, mismos concejales para la agrupación municipal Juntos por El Boalo que consiguió 460 votos. La agrupación municipal Soy Vecino obtuvo 1 concejal con 353 votos. Las otras formaciones que no consiguieron representación fueron Compromiso Ciudadano (148 votos), VOX (125 votos) y UPyD (113 votos).
El 13 de junio de 2015, Javier de los Nietos fue investido de nuevo como alcalde con el apoyo de BCM en Común, Juntos por El Boalo y Soy Vecino (PP votó por su candidata Carmen Díaz Carralón). A pesar de que el PSOE podía no precisar del tripartito con el que gobernó en la pasada legislatura, decidió seguir contando con el resto de partidos y en consenso.
Las elecciones del 2019 el PSOE consigue 4 concejales y forma gobierno con BCM en común con dos concejales y con Juntos por El Boalo con un concejal. Está legislatura es muy recordada por los vecinos de Mataelpino por unos alojamiento asistenciales que se iban a construir en dicho pueblo, a los cuales se manifestó en contra todo el municipio y marcarían las elecciones del 2023 en un plebiscito de viviendas sí, viviendas no.
En las elecciones municipales del 28 de mayo de 2023 es elegido alcalde Sergio Sánchez Yunquera, ganando con más de 1000 votos el Partido Popular obteniendo 4 concejales y formando gobierno municipal; el Partido Popular (4 concejales), VOX (2 concejales) y Somos Pueblo (1 concejal). Quedando en la oposición el PSOE (3 concejales) y BCM en común (3 concejales).

## Educación
En El Boalo hay cuatro guarderías (todas ellas de titularidad privada) tres colegios públicos de educación infantil y uno de primaria. Y un instituto.

### Colegios públicos (infantil y primaria)
| Nombre        | Población         |
| ------------- | ----------------- |
| San Sebastián | 28413 - Boalo, El |

### Guarderías privadas (infantil)
| Nombre            | Población         |
| ----------------- | ----------------- |
| Chiquitines       | 28412 - Boalo, El |
| El duende         | 28411 - Boalo, El |
| El gato con botas | 28411 - Boalo, El |
| Ranitas           | 28411 - Boalo, El |

## Patrimonio
El monumento más importante del municipio es la iglesia de Nuestra Señora La Blanca, que se encuentra en Cerceda, declarada Monumento Histórico Artístico. Fue construida en estilo gótico en el siglo XVI y alberga una pila bautismal renacentista. Está realizada en mampostería de granito, excepto la sacristía, levantada con sillares regulares.
En el núcleo de El Boalo, destaca la iglesia de San Sebastián mártir, del siglo XVII; y en Mataelpino la iglesia de Santa Águeda, cuyos orígenes se remontan probablemente al siglo XVI, si bien el edificio actual fue realizado en el siglo XX. Otra construcción de interés es la ermita de san Isidro Labrador, erigida en el siglo XX en estilo rural.
En las riberas del río Samburiel, se conservan los restos arqueológicos de un túmulo de enterramiento neolítico, descubiertos a principios del siglo XXI.
Además de los restos arqueológicos del Neolítico, también se encuentran en el Cerrillo del Rebollar unas tumbas de origen visigodo (siglo VII) y un cementerio medieval en el Arroyo del Cerrillo.
La ermita de El Boalo es una de las más famosas de la sierra, ya que está rodeada de campo y un río, es un paisaje muy bonito.
En el término municipal existen varias áreas de ocio, entre las que destaca la de san Isidro Labrador, junto a la ermita del mismo nombre. Otros enclaves de interés ambiental y recreativo son la Gruta de la Calera, situada en una zona sedimentaria formada por el río Samburiel, y el Mirador de la Ponzonilla, a 1175 m de altitud.